# Speyeria valesinoidesalba
Speyeria valesinoidesalba är en fjärilsart som beskrevs av Reuss 1926. Speyeria valesinoidesalba ingår i släktet Speyeria och familjen praktfjärilar. Inga underarter finns listade i Catalogue of Life.